# Ôn Hi Quý phi
Ôn Hi Quý phi (chữ Hán: 溫僖貴妃; ? – 19 tháng 12 năm 1694), Mãn Châu Tương Hoàng kỳ, Nữu Hỗ Lộc thị, là một phi tần của Thanh Thánh Tổ Khang Hi Đế và là em gái Hoàng hậu thứ hai của ông, Hiếu Chiêu Nhân Hoàng hậu.

## Tiểu sử

### Dòng dõi cao quý
Ôn Hi Quý phi xuất thân từ dòng họ danh giá Nữu Hỗ Lộc thị từ Mãn Châu Tương Hoàng kỳ, là con gái thứ của Thái sư Quả Nghị công Át Tất Long và là em gái của Hiếu Chiêu Nhân Hoàng hậu - Đệ nhị Chính cung của Khang Hi Đế sau khi Hiếu Thành Nhân Hoàng hậu băng thệ.
Xuất thân của Ôn Hi Quý phi vào lúc đó rất hiển hách. Dòng họ Nữu Hỗ Lộc thị là một thế gia vốn cư ngụ tại Trường Bạch Sơn, đời đời thế tập "Lộ trưởng" tại Anh Ngạch địa phương, có thể xem là đại danh môn. Tổ phụ của Ôn Hi Quý phi là Hoằng Nghị công Ngạch Diệc Đô - một trong những khai quốc công thần của nhà Thanh, trong những năm chinh chiến dưới trướng Nỗ Nhĩ Cáp Xích, ông thường được giao chỉ huy đội quân [Tương Hoàng kỳ] của Nữ Chân, thường giành được nhiều thắng lợi, được đặc biệt phối thờ Thái miếu.
Do công lao to lớn, gia tộc Nữu Hỗ Lộc thị nhánh Hoằng Nghị công được xem là [Danh môn trung danh môn], đứng đầu thế gia Bát kỳ Mãn Châu. Các con của ông cũng hiển hách, đều nắm tước vị quan trọng. Nữ quyến trong nhà cũng có hôn nhân tốt, con gái lớn của ông trở thành Nguyên phi của Thanh Thái Tông. Còn người con gái út của ông lấy Trịnh Hiến Thân vương Tế Nhĩ Cáp Lãng.

### Gia thế hiển hách
Ngạch Diệc Đô có 16 người con trai, phụ thân Ôn Hi Quý phi là Át Tất Long, là con trai thứ 16 của Ngạch Diệc Đô với Hòa Thạc Công chúa Mục Khố Thạp (穆库什) - con gái thứ tư của Thanh Thái Tổ.
Từ thời Thanh Thái Tông, Át Tất Long đã nhiều lần lập quân công, đến thời Thuận Trị do có công lao chém cháu của Lý Tự Thành là Lý Cẩm, thăng "Nhị đẳng Giáp Lạt Chương Kinh" (二等甲喇章京), sau do tập tước của Đồ Nhĩ Cách (图尔格) mà thăng "Nhất đẳng Công", kiêm "Thảo luận chính sự đại thần", lãnh "Thị vệ Nội đại thần", thêm "Thái tử Thái bảo" (太子太傅) vinh danh. Khi Thuận Trị Đế giá băng, Át Tất Long cùng Sách Ni, Tô Khắc Tát Cáp và Ngao Bái nhận mệnh phụ chính Khang Hi Đế, trở thành một trong Tứ trụ đại thần quyền khuynh thiên hạ. Đến khi Khang Hi Đế thân chính, tuyên dương công thần, Át Tất Long được gia thăng [Nhất đẳng Quả Nghị công; 一等果毅公], thêm chức Thái sư.
Át Tất Long có 3 vợ cả, người đầu là con gái Dĩ cách Anh Thân vương A Tế Cách; kế thê là con gái Dĩnh Nghị Thân vương Tát Cáp Lân, và người sau đó là kế thê Ba Nhã Lạp thị (巴雅拉氏), sinh ra A Linh A (阿灵阿) là em trai út của bà. Mẹ ruột của bà là người thuộc bộ tộc Thư Thư Giác La thị (舒舒觉罗氏), là trắc thất của Át Tất Long, cùng bà thì Thư Thư Giác La thị còn sinh ra Hiếu Chiêu Nhân Hoàng hậu và Pháp Khách (法喀). Do hai con trai đích tử trước mất sớm, Pháp Khách trở thành trưởng tử của cha bà, cưới con gái Tông thất A Nhan Đồ (阿颜图), sau cưới Hách Xá Lý thị là em gái của Hiếu Thành Nhân Hoàng hậu.

## Đại Thanh Quý phi

### Sách phong Quý phi
Gia thế cực kỳ hiển hách, không rõ Nữu Hỗ Lộc thị nhập cung khi nào. Hậu cung nhà Thanh thời Khang Hi còn rất sơ khai, rất nhiều phi tần nhập cung từ sớm, nhưng chỉ được gọi là Thứ phi, rất có thể Nữu Hỗ Lộc thị cũng trong trường hợp như vậy, như Bình phi Hách Xá Lý thị - em gái của Hiếu Thành Nhân Hoàng hậu, vào cung tuy không có danh vị nhưng lại có đãi ngộ hàng Phi. Rất có thể Nữu Hỗ Lộc thị, vì là em gái của Hoàng hậu mà cũng có đãi ngộ tương đương.
Năm Khang Hi thứ 20 (1682), ngày 25 tháng 10 (âm lịch), đại phong hậu cung, Quý phi Đông thị được phong làm Hoàng quý phi, Thứ phi Nữu Hỗ Lộc thị được phong làm Quý phi. Thời điểm sách phong, chị gái bà là Hiếu Chiêu Nhân Hoàng hậu đã qua đời được 3 năm.
Ngày 20 tháng 12, lấy Đại học sĩ Minh Châu (明珠) cầm cờ tiết, thụ sách phong.
Sách văn viết:
| “                                 | 朕惟王化始于宜家、端重宫闱之秩。坤教主乎治内、允资辅翼之贤。爰沛新恩。式循往制。咨尔钮祜禄氏。笃生勋阀。克奉芳型。秉德恭和。赋姿淑慧。佩诗书之训、声华茂著掖庭。敷纶綍之荣、宠锡用光典册。兹仰承太皇太后慈谕、以册宝、封尔为贵妃。尔其祗勤夙夜、襄壸范而弥嗣徽音。衍庆家邦、佐妇职而永膺渥眷、钦哉。 . Trẫm duy vương hóa thủy vu nghi gia, đoan trọng cung vi chi trật. Khôn giáo chủ hồ trị nội, duẫn tư phụ dực chi hiền. Viên phái tân ân. Thức tuần vãng chế. Tư nhĩ Nữu Hỗ Lộc thị. Đốc sinh huân phiệt. Khắc phụng phương hình. Bỉnh đức cung hòa. Phú tư thục tuệ. Bội thi thư chi huấn, thanh hoa mậu trứ dịch đình. Phu luân phất chi vinh, sủng tích dụng quang điển sách. Tư ngưỡng thừa Thái hoàng thái hậu từ dụ, dĩ sách bảo, phong nhĩ vi Quý phi. Nhĩ kỳ chi cần túc dạ, tương khổn phạm nhi di tự huy âm. Diễn khánh gia bang, tá phụ chức nhi vĩnh ưng ác quyến, khâm tai. | ” |
| — Sách văn Quý phi Nữu Hỗ Lộc thị | |   |

Năm Khang Hi thứ 22 (1683), Quý phi Nữu Hỗ Lộc thị hạ sinh Hoàng thập tử Dận Ngã. Năm thứ 24 (1685), hạ sinh Hoàng thập nhất nữ, do sinh thiếu tháng mà chết sớm khi chưa đầy 1 tuổi. Từ đó bà không hạ sinh thêm người nào nữa.
Địa vị của bà chỉ dưới Hoàng quý phi Đông thị (sau là Hiếu Ý Nhân Hoàng hậu), sự vượt trội địa vị của bà có lẽ do bà là dòng dõi cao quý, lại là em gái Hiếu Chiêu Nhân Hoàng hậu, vị "Lương phối" rất được Khang Hi Đế coi trọng. Sau khi Hiếu Ý Nhân Hoàng hậu tạ thế (1689), Khang Hi Đế không muốn lập ai làm Hoàng hậu nữa, nên lúc này trong cung, ngoài Nhân Hiến Hoàng thái hậu thì Quý phi Nữu Hỗ Lộc thị là người có phân vị cao nhất.

### Qua đời và truy tặng
Năm Khang Hi thứ 33 (1694), ngày 3 tháng 11, Quý phi Nữu Hỗ Lộc thị tạ thế, không rõ bao nhiêu tuổi.
Ngày ấy, người dưới tấu Quý phi mất, Khang Hi Đế ứng nghỉ triều 3 ngày, từ Đại nội trở xuống và Tông thất trở lên, trong 3 ngày mặc quần áo trắng, không tế thần. Phụng chỉ, nghỉ triều 5 ngày, Hoàng thập tử Dận Ngã khi ấy 11 tuổi cắt bím tóc, đến ngày giỗ lớn cởi tang phục, trăm ngày cạo đầu. Hoàng đế truy tặng Quý phi thụy hiệu là [Ôn Hi], và Nữu Hỗ Lộc thị trở thành Quý phi duy nhất của triều đại nhà Thanh có thụy hiệu riêng.
Sách thụy văn viết:
| “                         | 朕惟化始宜家，协赞必资乎贤媛，道崇治内助宣，允籍夫令仪，惟懿行式昭生，着珩璜之度斯，荣名载锡，殁膺纶綍之光，尔贵妃钮祜禄氏，阀阅名宗，柔嘉惠质，宅哀恪慎，勤夙夜而无违，秉性谦冲谨言，动而有则，早持躬于礼法，四德偕臧，夙禀训于诗书，六宫咸誉，慨芳规之遽谢，宜褒美之有加，特以册宝谥曰温僖贵妃。于戏，遡婉顺于掖庭，X编垂灿，閟音徽于泉壤，金石流声，灵爽有知，祗承渥眷。 . Trẫm duy hóa thủy nghi gia, hiệp tán tất tư hồ hiền viện, đạo sùng trị nội trợ tuyên, duẫn tịch phu lệnh nghi, duy ý hành thức chiêu sinh, trứ hành hoàng chi độ tư, vinh danh tái tích, một ưng luân phất chi quang. Nhĩ Quý phi Nữu Hỗ Lộc thị, phiệt duyệt danh tông, nhu gia huệ chất, trạch ai khác thận, cần túc dạ nhi vô vi, bỉnh tính khiêm trùng cẩn ngôn, động nhi hữu tắc, tảo trì cung vu lễ pháp, tứ đức giai tang, túc bẩm huấn vu thi thư, lục cung hàm dự, khái phương quy chi cự tạ, nghi bao mỹ chi hữu gia. Đặc dĩ sách bảo, thụy viết Ôn Hi Quý phi. Vu hí! tố uyển thuận vu dịch đình, X biên thùy xán, bí âm huy vu tuyền nhưỡng, kim thạch lưu thanh, linh sảng hữu tri, chi thừa ác quyến. | ” |
| — Sách thụy Ôn Hi Quý phi | |   |

Năm Khang Hi thứ 34 (1695), ngày 8 tháng 9 (âm lịch), đưa kim quan của Quý phi nhập Phi viên tẩm của Cảnh lăng (景陵), Thanh Đông lăng.

## Hậu cung bài tự
Căn cứ 《Khâm định đại thanh hội điển tắc lệ》cuốn 42, hậu phi bài vị trình tự ghi lại:
- Ôn Hi Quý phi
- Tuệ phi, Huệ phi, Nghi phi, Vinh phi, Bình phi, Lương phi, Tuyên phi, Thành phi, Thuận Ý Mật phi, Thuần Dụ Cần phi, Định phi.